# Красноклювая альциона
Красноклю́вая альцио́на, или красноносый зимородок, или белогрудый зимородок (лат. Halcyon smyrnensis) — вид птиц семейства зимородковых. Выделяют пять подвидов.

## Описание
Красноклювая альциона достигает длины 26—39 см, окраска спины, хвоста и крыльев ярко-синего цвета. Плечи и бока, голова и низ живота каштаново-коричневого цвета. Горло и грудь белые. Клюв и ноги кораллово-красные.

## Местообитание
Красноклювая альциона не привязана так сильно к воде, как другие виды зимородков. Она гнездится в сухих культурных ландшафтах, в пальмовых рощах, парках и иногда на лесных полянах, но всё же чаще всего на обрывистых берегах вблизи воды.

## Размножение
Роет норы в песчаных и глинистых берегах водоёмов. Длина туннеля варьирует от 60 до 150 см, в зависимости от твёрдости грунта. Ход заканчивается гнездовой камерой. В кладке 4-7 круглых белых яиц.

## Питание
Красноклювая альциона охотится на крупных насекомых, грызунов, ящериц, улиток, рыб, лягушек, а также певчих птиц.

## Подвиды
Выделяют пять подвидов:
- Halcyon smyrnensis smyrnensis (Linnaeus, 1758) — От Измира в западной Турции и Каира в Египте к югу от Каспийского моря, севернее от Персидского залива, Пакистана, Афганистана и северо-запада Индии. Зарегистрирован залёт этого подвида в южном Азербайджане.
  - Признаки: Подбородок, горло и грудь белые

- Halcyon smyrnensis fusca (Boddaert, 1783) — Индия и Шри-Ланка
  - Признаки: Несколько темнее, синева имеет менее зелёный оттенок.

- Halcyon smyrnensis saturatior Hume, 1874 — Андаманские острова
- Halcyon smyrnensis fokiensis Laubmann & Götz, 1926 — юг и восток Китая, Тайвань и Хайнань
- Halcyon smyrnensis perpulchra Madarász, 1904 — От Бутана до Восточной Индии, Индокитая, Малайского полуострова, Суматры, западной Явы и западного Борнео